# 移人
《移人》（英語：Migrants' Park），台灣新媒體，2016年5月創立，由前《四方報》團隊組成。主要關注台灣境內東南亞裔新住民及移工。以越、泰、印、菲、柬、緬六種東南亞文字出刊、為台灣的移民工族群發聲長達九年半的四方報停刊後，原編輯團隊組成。為目前台灣唯一的多語言文字網路媒體。

## 外部連結
- 移人 MPark.news （页面存档备份，存于）